# Stichillus rectilineatus
Stichillus rectilineatus är en tvåvingeart som beskrevs av Schmitz 1952. Stichillus rectilineatus ingår i släktet Stichillus och familjen puckelflugor. Inga underarter finns listade i Catalogue of Life.